# Hyundai i40
Hyundai i40 – samochód osobowy klasy średniej produkowany pod południowokoreańską marką Hyundai w latach 2011–2019.

## Historia i opis modelu

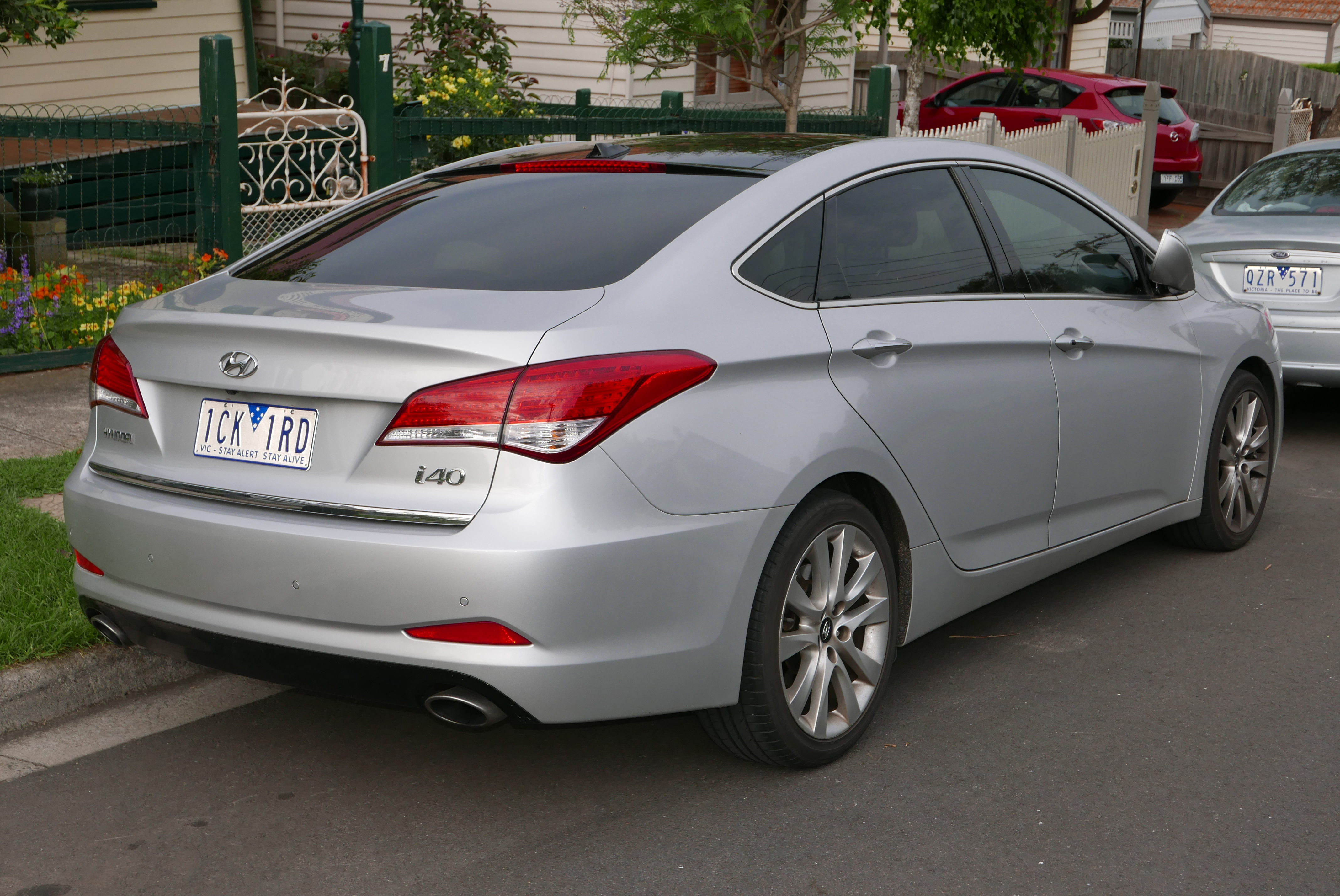
Hyundai i40 – tył

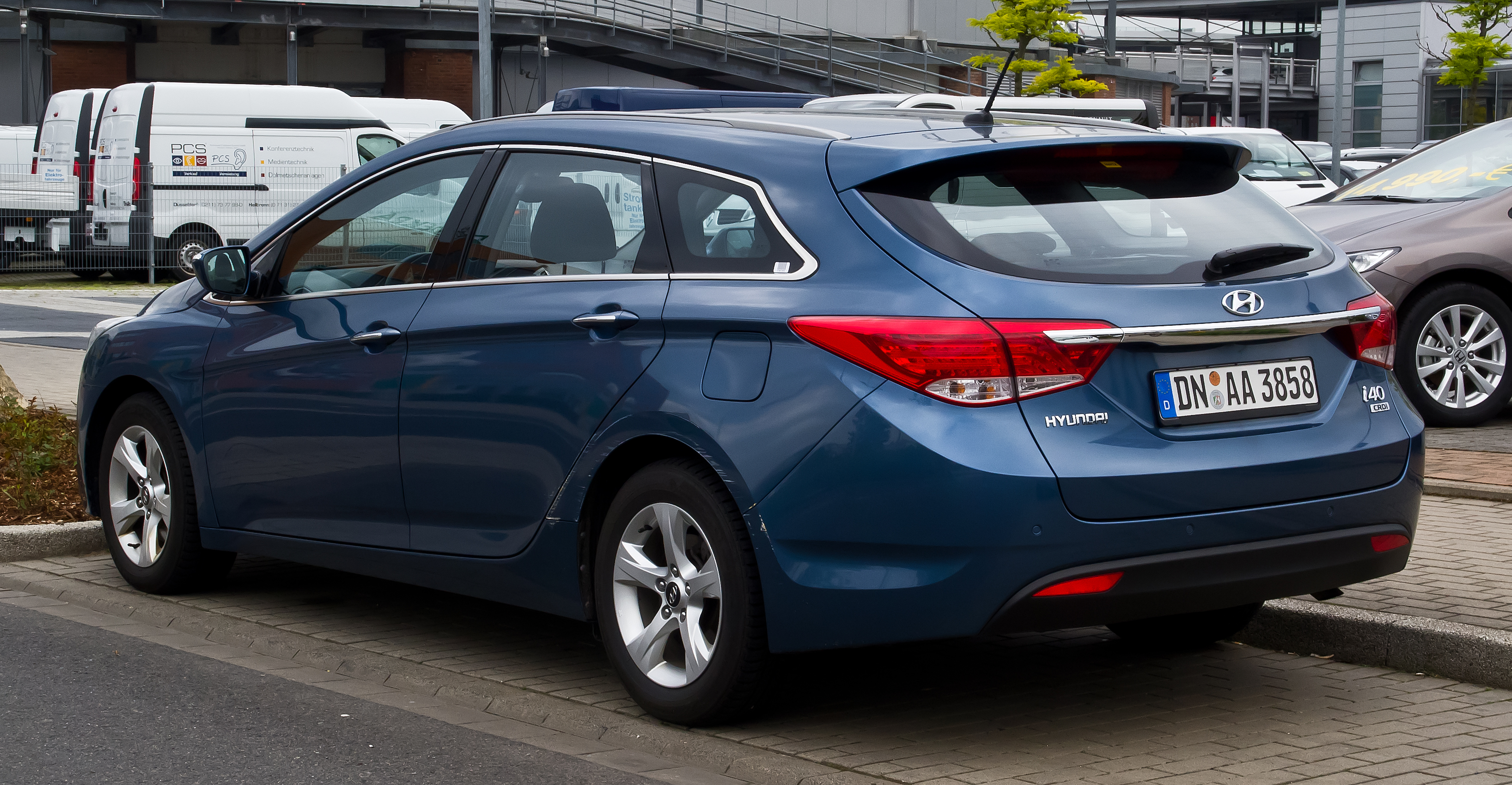
Hyundai i40 Kombi

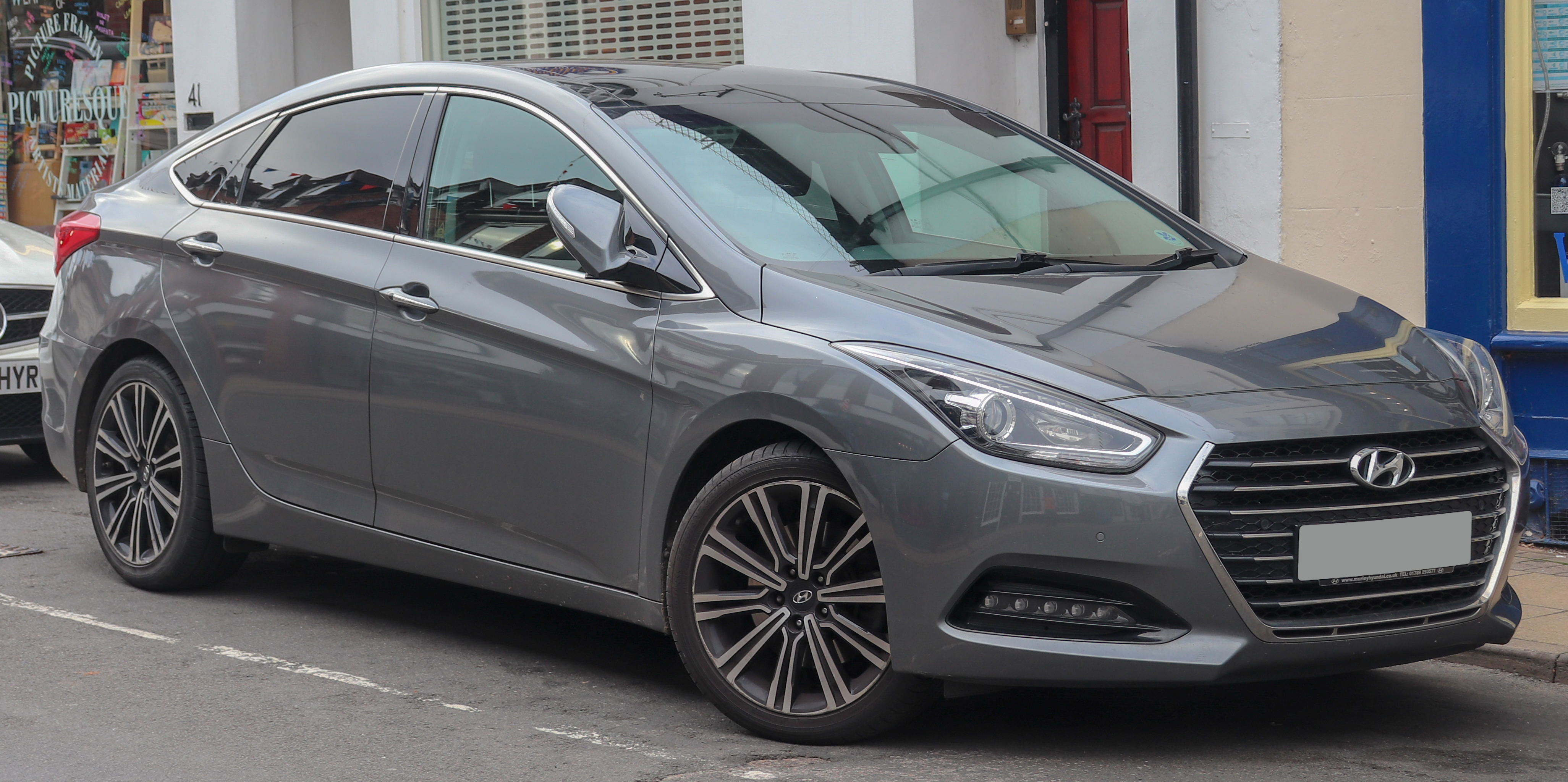
Hyundai i40 po liftingu

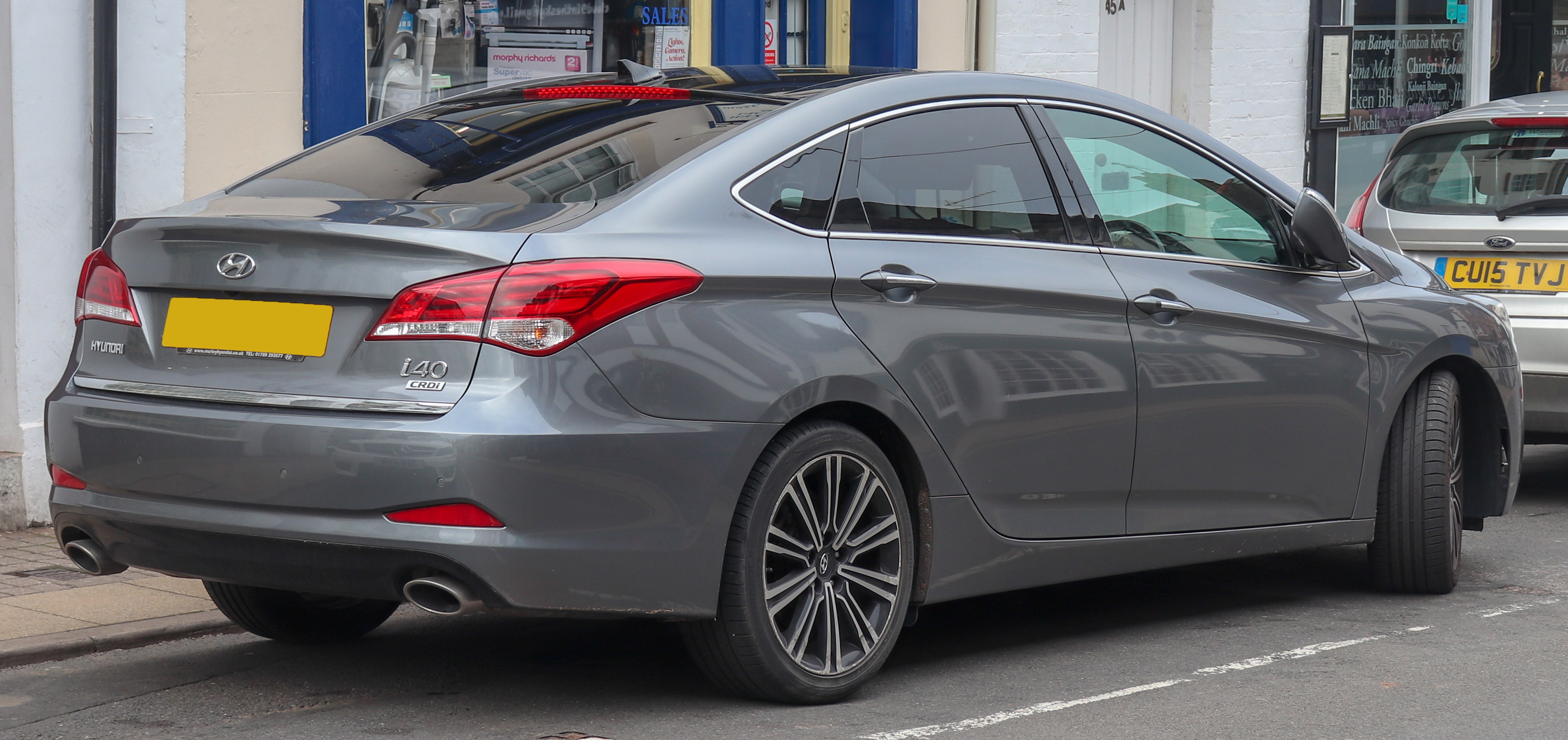
Hyundai i40 – tył po liftingu

Samochód został zaprojektowany w centrum rozwojowym marki w Rüsselsheim am Main w Niemczech jako niezależny od globalnych rynków, odrębny następca modelu Sonata mający lepiej odpowiadać europejskim gustom i tutejszym, konkurencyjnym modelom klasy średniej. Samochód opracowano na platformie dzielonej z oferowaną na pozaeuropejskich rynkach szóstą generacją Sonaty, a także modelem Kia Optima.
Jako pierwsza zaprezentowana została odmiana kombi, która po przedstawieniu w internecie oficjalnych fotografii i informacji w styczniu 2011 roku oficjalnie miała swoją premierę podczas targów motoryzacyjnych w Genewie w 2011 roku. Ofertę w maju 2011 roku skompletowała odmiana sedan, która zadebiutowała podczas targów motoryzacyjnych w Barcelonie.
Hyundai i40 został zaprojektowany według najnowszego wówczas języka stylistycznego marki Fluidic Sculpture, który zadebiutował przed rokiem przy okazji nowej generacji modelu Elantra. W ten sposób, samochód wyróżniał się futurystyczną, urozmaiconą licznymi przetłoczeniami dynamiczną sylwetką, zyskując duże, zadarte ku górze reflektory, a także opadającą linię dachu.

### Restylizacje
W grudniu 2014 roku zaprezentowana została wersja po dużej restylizacji nadwozia. W stosunku do wersji przed modernizacją, pojazd otrzymał dużą, sześciokątną atrapę chłodnicy, a także zmodyfikowany przedni zderzak, w który wkomponowane zostały wykonane w technologii LED światła przeciwmgielne. Tylna część nadwozia otrzymała mniej rozległe modyfikacje, otrzymując jedynie nowy układ diod LED w tylnych lampach.
Przy okazji liftingu do oferty wprowadzona została 7-biegowa przekładnia DCT. Do listy wyposażenia opcjonalnego dodana została otwierana automatycznie pokrywa bagażnika, system rozpoznawania znaków drogowych i ograniczeń prędkości, a także system ATCC, który za pomocą hamulców imituje działanie dyferencjału o ograniczonym poślizgu, poprawiając trakcję na zakrętach, a w samochodach z nadwoziem kombi system REDC pozwalający zmieniać kierowcy charakterystykę tylnych amortyzatorów, wspomagania kierownicy oraz reakcji na gaz.
W październiku 2018 roku zaprezentowana została wersja po drugiej, mniej rozległej niż poprzednio restylizacji. Zmieniony został wygląd atrapy chłodnicy, delikatnie przeprojektowane zostało wnętrze pojazdu, a wysokoprężna jednostka napędowa 1.7 CRDi zastąpiona została silnikiem 1.6 CRDi Smartstream o mocy 115 lub 136 KM. Do listy wyposażenia opcjonalnego pojazdu dodano system autonomicznego hamowania w sytuacjach awaryjnych.

### Koniec produkcji
W sierpniu 2017 roku w internecie pojawiły się zdjęcia głęboko zamaskowanych testowych egzemplarzy Hyundaia i40, które miały zapowiadać kolejną, trzecią restylizację pojazdu. Miała ona zapewnić głębokie zmiany w wyglądzie, a także nowe jednostki napędowe. Informacje te jednak nie potwierdziły się, gdyż do kolejnej modernizacji i40 nie doszło – zamiast tego, w kolejnym roku pojawiły się doniesienia, samochód miał otrzymać jednolitego z globalnymi rynkami następcę w postaci ósmej generacji modelu Sonata. Spekulowano, że specjalnie z myślą o europejskim miała powstać odmiana kombi.
W kwietniu 2019 roku Hyundai zdementował dotychczasowe spekulacje, oficjalnie potwierdzając, że Sonata ósmej generacji nie trafi do sprzedaży w Europie z powodu stale malejącego popytu na samochodu klasy średniej. Pod koniec 2019 roku produkcja i40 dobiegła końca bez następcy. Koncern Hyundai Motor Group wycofał się tym samym całkowicie z oferowania samochodów osobowych klasy średniej w Europie. Ruch ten dotyczył jednak ostatecznie pojazdów napędzanych tradycyjnymi silnikami benzynowymi – południowokoreańska firma wróciła ostatecznie do klasy średniej w 2022 roku poprzez elektrycznego sedana Ioniq 6.

### Wersje wyposażeniowe
- Active
- Business
- Classic
- Comfort
- Comfort Plus
- Style
- Premium
- GL
- GLS
- SE

W zależności od wybranej wersji nadwoziowej i wyposażeniowej oraz rocznika produkcji pojazdu, auto wyposażone może być m.in. w system ABS i ESP, komplet poduszek powietrznych, elektryczne sterowanie szyb, elektryczne sterowanie lusterek, klimatyzację manualną bądź automatyczną dwustrefową, podgrzewane lusterka zewnętrzne, system doświetlania zakrętów, skórzaną kierownicę i dźwignię zmiany biegów, podgrzewaną przednią szybę, radio CD/MP3 z 6-głośnikami oraz sterowaniem z koła kierownicy, a także złączami USB/AUX, czujnik deszczu, tempomat, Bluetooth, światła przeciwmgłowe, elektryczna regulacja siedzenia kierowcy, fotochromatyczne lusterko wsteczne, podgrzewane koło kierownicy, system Start&Stop, czujniki parkowania, reflektory ksenonowe, czujnik ciśnienia w oponach, adaptacyjne reflektory, podgrzewane przednie fotele, zmieniarkę CD, subwoofer oraz wzmacniacz systemu audio, system utrzymywania toru jazdy, system wspomagania inteligentnego parkowania, system nawigacji satelitarnej z kamerą cofania, skórzaną tapicerkę, podgrzewaną tylną kanapę, panoramiczny szklany dach.

### Silniki
- R4 1.6l GDI 133 KM
- R4 2.0l GDI 164 KM
- R4 2.0l GDI 178 KM
- R4 2.0l MPI 152 KM
- R4 2.0l MPI 166 KM
- R4 1.6l CRDi 115 KM
- R4 1.6l CRDi 136 KM
- R4 1.7l CRDi 115 KM
- R4 1.7l CRDi 139 KM
- R4 1.7l CRDi 141 KM